# Bernd Kager
Bernd Kager (* 14. Juli 1987) ist ein österreichischer Fußballspieler.

## Karriere
Kager begann seine Karriere beim USC Hochneukirchen. Nachdem er beim SC Pinkafeld gespielt hatte, ging er zur SV Mattersburg. Dort kam er nur in der zweiten Mannschaft zum Einsatz. 2008 ging zur SV Oberwart. 2014 ging er nach Kärnten zum SK Austria Klagenfurt. Nach dem Aufstieg 2015 in die zweite Liga gab er sein Profidebüt am ersten Spieltag der Saison 2015/16 gegen den FC Liefering.
Nach dem Zwangsabstieg Klagenfurts wechselte er im Sommer 2016 zum Regionalligisten SV Lafnitz. Mit den Lafnitzern konnte er 2018 als Meister der Regionalliga Mitte in die 2. Liga aufsteigen.
Zur Saison 2020/21 kehrte er zur viertklassigen SV Oberwart zurück.

## Persönliches
Seit 2016 unterrichtet Kager am Bundesgymnasium Oberschützen Geografie und Bewegung und Sport.